# Siphona munroi
Siphona munroi är en tvåvingeart som beskrevs av Charles Howard Curran 1941. Siphona munroi ingår i släktet Siphona och familjen parasitflugor. Inga underarter finns listade i Catalogue of Life.